# Маро Јоковић
Маро Јоковић (Дубровник, 1. октобар 1987) хрватски је ватерполиста. Игра на позицији крила.
Са репрезентацијом Хрватске је освојио златну медаљу на Европском првентву 2010. у Загребу.
На завршном турниру светске лиге 2012. године био је најбољи стрелац са постигнутих 13 голова на 6 утакмица. Хрватска репрезентација је освојила златну медаљу на том такмичењу.